# Esterno
O esterno  é um osso chato com o formato da letra "T" em caixa alta, localizado na parte anterior do tórax. É composto por três partes: o manúbrio, o corpo e a apêndice xifóide, ou o processo xifóide.
No homem o esterno serve para sustentação das costelas e da clavícula, formando a caixa torácica onde ficam protegidos os pulmões, coração, timo e os grandes vasos (aorta, veia cava, artérias e veias pulmonares). As sete primeiras costelas, também chamadas de costelas verdadeiras, se unem  ao esterno pelas cartilagens costais. As três seguintes, conhecidas como costelas falsas, se juntam pelas cartilagens para depois se unirem ao esterno. As duas últimas costelas, chamadas de flutuantes, não se unem ao esterno. As costelas, na parte posterior do tórax, se unem às vértebras torácicas. O esterno, bem como toda a caixa torácica e a musculatura, tem papel fundamental no processo respiratório, auxiliando os movimentos de inspiração e expiração.
O esterno tem superiormente as incisuras claviculares, onde se articula com as clavículas, e a incisura jugular, e nas bordas laterais incisuras costais, onde estão fixadas as cartilagens costais. É formado superiormente pelo manúbrio, ao centro tem-se o corpo do esterno e inferiormente a apófise xifóide, onde se liga o diafragma, dentre outros músculos importantes.